# The Meaning of Life
«The Meaning of Life» és el vuitè senzill de la banda californiana The Offspring, i el quart de l'àlbum Ixnay on the Hombre. Fou publicat el 1997 amb la producció de Dave Jerden. Junt amb «I'll Be Waiting» són les dues cançons de la banda que no han entrat en cap llista a nivell mundial.
Del senzill van editar un videoclip dirigit per Kevin Kerslake i estrenat el mateix any. Posteriorment fou inclòs en la compilació Complete Music Video Collection (2005), i també va aparèixer en les bandes sonores de les pel·lícules Tekken: The Motion Picture (1998) i Snowriders II (1997). La cançó «Smash It Up», inclosa en el senzill, va aparèixer posteriorment en la banda sonora de la pel·lícula Batman Forever.

## Llista de cançons

### Senzill CD
| Núm.          | Títol                                        | Durada |
| ------------- | -------------------------------------------- | ------ |
| 1.            | «The Meaning of Life»                        | 2:55   |
| 2.            | «I Got a Right» (Cover de The Stooges)       | 2:19   |
| 3.            | «Smash It Up» (Directe, cover de The Damned) | 3:01   |
| Durada total: | Durada total:                                | 8:15   |